# ستيف دينتون
ستيف دينتون (بالإنجليزية: Steve Denton)‏ مواليد 5 سبتمبر 1956 في تكساس، الولايات المتحدة، هو لاعب كرة مضرب أمريكي سابق بدأ مسيرته كمحترف سنة 1978 وكان يلعب باليد اليمنى، اعتزل اللعب في 1987. كما أنه أحد أبطال الجراند سلام. أعلى تصنيف له في الفردي كان المركز الـ 12 في سنة 1983.

## بطولات حققها
- بطولة أمريكا المفتوحة للتنس

## وصلات خارجية
- الموقع الرسمي

## روابط خارجية
- ستيف دينتون على موقع رابطة محترفي التنس (الإنجليزية)
- ستيف دينتون على موقع الاتحاد الدولي لكرة المضرب (الإنجليزية)
- ستيف دينتون على موقع خلاصة التنس.كوم (الإنجليزية)